# Blake Berris
Blake Everett Berris (ur. 24 sierpnia 1984 r. w Los Angeles, w stanie Kalifornia) – amerykański aktor telewizyjny i filmowy.

## Wybrana filmografia

### Filmy krótkometrażowe
- 2009: Portret dziewczyny (Portrait of a Girl) jako Sam
- 2011: Obcy (Strangers) jako Tom (Samiec)
- 2012: To jest Caroline (This is Caroline) jako Michael
- 2012: Meet the Zillas jako Billy Vyle
- 2012: Lisa jako Stephen
- 2013: La Cucaracha jako Człowiek

### Filmy fabularne
- 2010: Mafiosa jako Bruce Harris
- 2010: Sympatia (Girlfriend) jako Aktor w telewizji
- 2010: The Boys and Girls Guide to Getting Down jako Keyvon
- 2011: Minkow jako młody Mike
- 2011: Krąży w błoto (Circling the Drain) jako Tim
- 2013: House of Last Things jako Jesse
- 2013: Meth Head jako Dusty Peterson
- 2014: Crazy Bitches jako Gareth

### Seriale TV
- 2005: Wzór (Numb3rs) jako Facet nr 1
- 2006: Hannah Montana jako Ghoul # 1
- 2006-2014: Dni naszego życia (Days of Our Lives) jako Nick Fallon
- 2008: The Starter Wife jako Corey
- 2009: Mentalista (The Mentalist) jako Geoff / Rowan
- 2011: Breaking Bad jako Tucker
- 2011: Główny podejrzany (Prime Suspect) jako Gary Tibbits
- 2011: Teoria wielkiego podrywu (The Big Bang Theory) jako Kevin